# Erik King
Erik King (Washington D.C., 21 april 1963) is een Amerikaans acteur.

## Biografie
King heeft de high school doorlopen aan de Morehouse College in Atlanta (Georgia) waar hij cum laude afstudeerde.
King begon in 1983 met acteren in de televisieserie Kennedy. Hierna heeft hij nog meerdere rollen gespeeld in televisieseries en films zoals Casualties of War (1989), Missing Persons (1993-1994), True Crime (1999), Oz (2000-2001), The District (2001), National Treasure (2004) en Dexter. Voor zijn rol in de televisieserie Dexter werd hij in 2008 genomineerd voor een Saturn Award in de categorie Beste Gastacteur in een Televisieserie.

## Filmografie

### Films
Uitgezonderd korte films.
- 2017 The Tank - als Luke Millens
- 2011 Born to Race – als mr. Briggs
- 2005 Ice Princess – als Chip Healey
- 2004 National Treasure – als agent Colfax
- 1999 Shake, Rattle and Roll: An American Love Story – als Paul Terranova
- 1999 Things You Can Tell Just by Looking at Her – als politie officier
- 1999 Atomic Train – als Beau Randall
- 1999 True Crime – als Pussy Man
- 1998 Desperate Measures – als Nate Oliver
- 1997 An Alan Smithee Film: Burn Hollywood Burn – als Wayne Jackson
- 1995 The Invaders – als Dr. Josh Webber
- 1993 Joey Breaker – als Hip Hop Hank
- 1993 The Pickle – als man met bier
- 1992 Stay Tuned – als Pierce
- 1990 Cadillac Man – als Davey
- 1990 Sunset Beat – als Tucson Smith
- 1989 Causalties of War – als Brown
- 1989 Babycakes – als ??
- 1987 Prettykill – als Sullivan
- 1987 Street Smart – als Reggie

## Televisieseries
Uitgezonderd eenmalige gastrollen.
- 2020 The Good Fight - als Jonah - 2 afl.
- 2019 The Oath - als pastor Greg - 6 afl.
- 2017 The Detour - als Harris - 2 afl.
- 2016 Mistresses - als Eliot Mead - 2 afl.
- 2016 Banshee - als dr. Tim Hubbard - 4 afl.
- 2006 – 2007 & 2012 Dexter – als sergeant James Doakes – 25 afl.
- 2001 The District – als Travis Haywood – 3 afl.
- 2000 – 2001 Oz – als Moses Deyell – 11 afl.
- 1996 Kindred: The Embraced – als Sonny Toussaint – 8 afl.
- 1993 – 1994 Missing Persons – als onderzoeker Bobby Davison – 17 afl.
- 1992 The Round Table – als Wade Carter – 7 afl.
- 1991 Golden Years – als Burton – 3 afl.
- 1983 Kennedy – als jonge zwarte man - ? afl.

- Gemeinsame Normdatei: 1207119016
- Library of Congress Control Number: no2008073099
- Virtual International Authority File: 14580960
- WorldCat: E39PBJpjjBChYf4Y4rfFcVhfv3